# سگ ولگرد (فیلم ۱۹۴۹)
سگ ولگرد (به ژاپنی: 野良犬) یک فیلم رفیق پلیسی ژاپنی در سبک فیلم نوآر به کارگردانی آکیرا کوروساوا است که در سال ۱۹۴۹ منتشر شد. از بازیگران آن می‌توان به توشیرو میفونه و تاکاشی شیمورا اشاره کرد.